# Ampulex lesothoensis
Ampulex lesothoensis là một loài côn trùng cánh màng trong họ Ampulicidae, thuộc chi Ampulex. Loài này được Gess miêu tả khoa học đầu tiên năm 1984.